# San Miguel megye (Argentína)
San Miguel egy megye Argentínában, Corrientes tartományban. A megye székhelye San Miguel.

## Települések
Önkormányzatok és települések (Municipios y comunas)
- Loreto
- San Miguel
- San Roque